# گنگتوک
گنگتوک (به انگلیسی: Gangtok) یک زیستگاه انسانی در هند است که در ناحیه سیکیم شرقی واقع شده‌است.

## خصوصیات
گنگتوک ۳۵ کیلومترمربع مساحت و ۹۸٬۶۵۸ نفر جمعیت دارد و ۱٬۶۰۰ متر بالاتر از سطح دریا واقع شده‌است.